# The Rings of Akhaten
The Rings of Akhaten (Els Anells de Akhaten) és el setè episodi de la setena sèrie de la sèrie de televisió de ciència-ficció britànica Doctor Who. Va ser emès en anglès per primer cop per la BBC el 6 d'abril de 2013. Va ser escrit per Neil Cross i dirigit per Farren Blackburn.
La trama de l'episodi consisteix en la visita del Doctor i la seva companya Clara Oswald als Rings of Akhaten. Consisteixen diversos planetoides d'un sistema d'anell que orbiten al voltant d'un planeta més gran. Assisteixen a un festival religiós on la Reina dels Anys (Queen of Years), Merry Gejelh (Emilia Jones), està a punt de ser sacrificada pel paràsit d'Akhaten.
Li van demanar a Cross que escrivís aquest episodi després de l'èxit obtingut amb el guió i rodatge de "Hide", el qual era un episodi posterior. The Rings of Akhaten, el primer viatge de Clara a un món extraterrestre, va ser ideat perquè el Doctor pogués presentar-li simplement les meravelles de l'univers a la seva companya en comptes de fer que quedés encallada en un lloc menys amable com havia estat la constant al llarg de la història de la sèrie. L'episodi també explora el rerefons de Clara. Va ser filmat totalment dins l'estudi a finals d'octubre de 2012 i es van reutilitzar motlles per a representar alienígenes per tal d'estalviar diners. L'audiència de l'episodi va ser de 7,45 milions d'espectadors en el Regne Unit i va rebre una recepció ambivalent pel que fa a la seva emoció i trama.

## Argument

### Sinopsi
L'Onzè Doctor, després de veure finar a la Clara fins a dues vegades, decideix aprendre més sobre la seva companya i viatja al passat per tal d'espiar diferents passatges de la seva vida. Observa que els seus pares es van conèixer en una topada fortuïta per culpa de l'impacte d'una fulla a la cara del seu pare. El Doctor torna al present, recull Clara i la duu als Anells d'Akhaten, on observen una sèrie de planetoides en un sistema d'anell que orbiten un planeta; en un d'ells hi ha una piràmide que brilla. Allà visiten un mercat alienígena molt extens on la moneda d'intercanvi són objectes amb valor sentimental. És en aquesta fira que Clara coneix una nena anomenada Merry Gejelh, la Reina dels Anys. Merry explica a Clara que s'amaga perquè ha de cantar una cançó en una cerimònia i té por a equivocar-se. La companya aconsegueix tranquil·litzar la nena explicant-li el que un cop li digué la seva mare i permeté que Merry fes cap a la cerimònia.

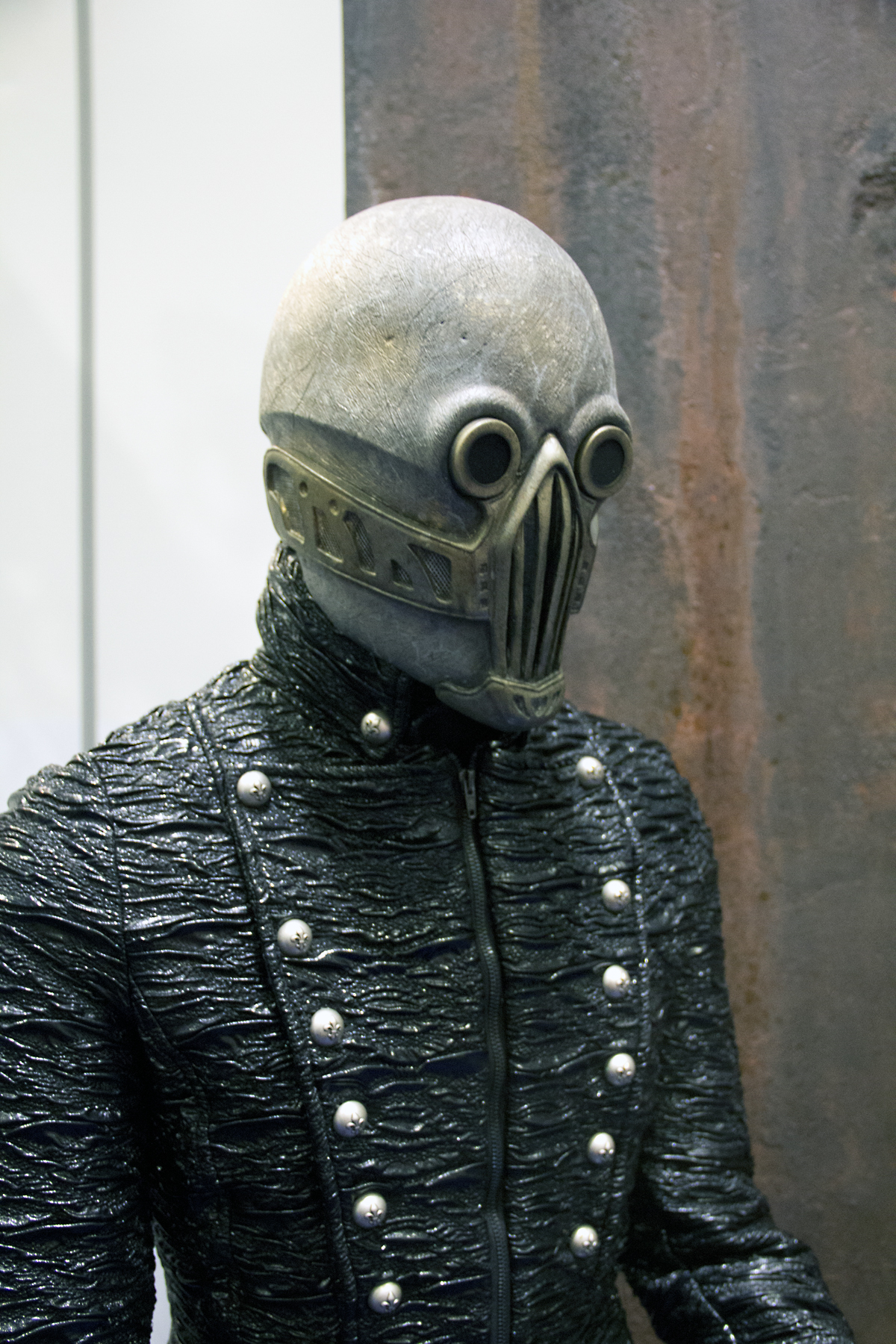
Vigília (en anglès, Vigil) presents en una exposició de Doctor Who.

El Doctor i la Clara assisteixen a la cerimònia, on el Doctor li explica que des que els Anells es van establir s'ha cantat una cançó ininterrompudament per tal de mantenir adormit el vell Déu d'Akhaten. Merry comença a cantar, unint-se al corista que hi ha a la piràmide. Durant la cançó, un feix de llum de la piràmide embolcalla Merry i és arrossegada cap a la piràmide per sacrificar la seva ànima a Akhaten. El Doctor i la Clara lloguen una bicicleta espacial amb què condueixen fins a la piràmide. El Doctor li promet a Merry que no s’ha de sacrificar, perquè aturarà a Akhaten. El Doctor deixa escapar de la piràmide a Clara i Merry, però Akhaten, la criatura parasitària en forma de planeta, desperta llavors.
Clara i Merry fugen de nou a la cerimònia i el Doctor s'enfronta a la criatura tenint en compte que s’alimenta de records, històries i sentiments. Llavors intenta empatxar-lo oferint-li tots els rècords d'un Senyor del Temps; Merry alhora dirigeix els ciutadans en un cant d'esperança, confonent a Akhaten fent-lo desaparèixer. No obstant això, els records del Doctor no són suficients per afartar la criatura i Akhaten reapareix. Per sort, Clara torna per ajudar-lo i obsequia Akhaten amb la fulla que va topar la cara del seu pare el dia que va conèixer la seva mare i que conté una quantitat infinita i incalculable d'històries que la mare de Clara no va arribar a veure perquè ella va morir jove. Akhaten fa implosió i així, els Anells són salvats.

### Continuïtat
A l'episodi The Bells of Saint John el Doctor troba una fulla dessecada entre les pàgines del llibre de Clara, 101 Places to See (literalment en català, «101 llocs a visitar»). Clara es refereix a ella enigmàticament com la "primera pàgina". En l'escena d'obertura de "The Rings of Akhaten" es presenta aquesta i es mostra com un contratemps amb una fulla va conduir a la primera trobada dels seus pares. El Doctor menciona a Clara que ja havia visitat Akhaten feia molt de temps amb la seva neta. Això és una referència a Susan Foreman, la neta i companya que va viatjar amb el Primer Doctor.